# 粗齒雉尾蘚
粗齒雉尾蘚（学名：Cyathophorella tonkinensis）为孔雀蘚科雉尾蘚屬下的一个种。